# Гумецький Володимир Корнилович

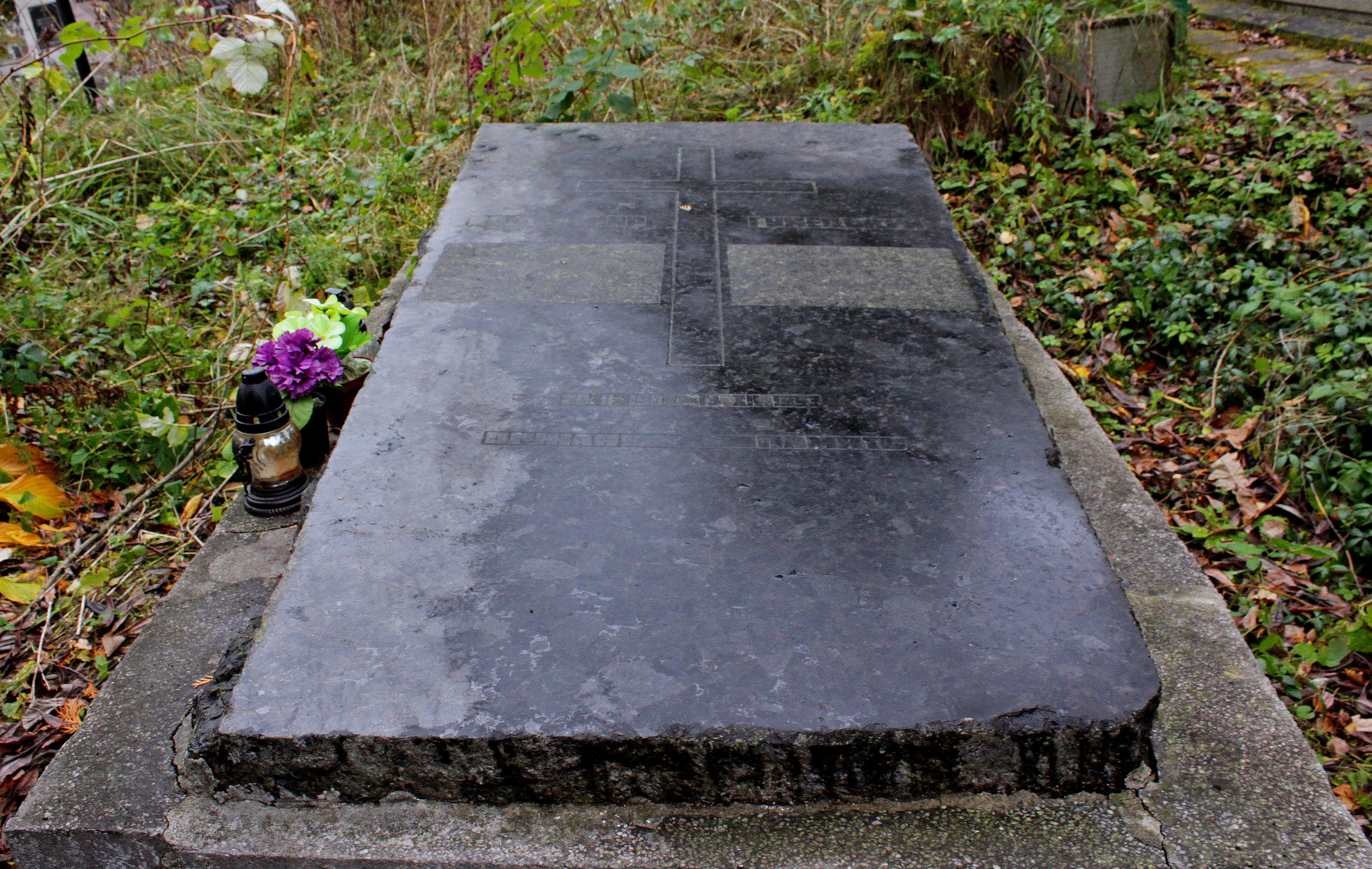

Володимир Корнилович Гумецький (20 лютого 1907, с. Спас, Австро-Угорщина — 13 грудня 1993, м. Львів, Україна) — український кіноаматор, учитель, перший в Галичині кінокритик та кінознавець. Провісник української фільмової думки в Галичині.

## Життєпис
Володимир Гумецький народився 20 лютого 1907 року в селі Спасі, нині Спаської громади Калуського району Івано-Франківської области в родині священника.
Навчався в рідному селі (1917, здобув початкову освіту), класичних гімназіях Долини та Львова (1926). Закінчив гуманітарний факультет Університету Яна Казимира за спеціальністю «польська філологія»; здобув ступінь магістра філософії (1934). Працював учителем у львівських гімназіях.
Від 1939 року в бібліотеці Наукового товариства ім. Шевченка: практикант, бібліотекар, старший бібліотекар. Під час німецької окупації працював бібліотекарем районної бібліотеки Шевченківського району м. Львова.
У серпні-вересні 1944 року реорганізував та впорядкував зруйновану німцями бібліотеку Залізничного району і виконував обов'язки директора до повернення на роботу в Бібліотеку академії наук УРСР у вересні 1944 року, де працював головним бібліотекарем, старшим бібліотекарем, очільником групи систематичного каталогу відділу опрацювання. 1953 року переведений на посаду старшого бібліотекаря картосховища, згодом — у книгосховище і науковий читальний зал (до 1972, тепер відділ україніки).
Був учасником львівського кіноклубу «Awangarda», де потоваришував із кіножурналістом та популяризатором польського кіно й організатором кіножиття у Львові Болеславом Левицьким.
Помер 13 грудня 1993 року у Львові. Похований на 6-му полі Голосківського цвинтаря.

## Доробок
Автор кінознавчих публікацій в часописах «Кіно», «Література. Мистецтво. Наука» (додаток до газети «Мета»), «Назустріч», у додатку «Х і ХІ Muza» до газети «Слово Польське», тижневику «Awangarda», місячнику «Сигнали».
1935 року окремою брошурою накладом журналу «Кіно» опублікував маніфест «Мусимо фільмувати» (під псевдонімом «Е.Кран»).

## Цікаві факти
1963 року Володимир Гумецький висловив співчуття Ярославові Дашкевичу з приводу смерті його матері Олени Степанів: «Вашій Матері доля дала великий характер і великі переживання: може й для того кладе доля декому тернину на шлях житейський, аби стала видніша гордість душевна?».